# 1753
| [ Edytuj tabelę ]              | |
| Król Polski                    | - 1733 August III Sas 1763 |
| Emir Afganistanu               | - 1747 Ahmed Szah Abdali (padyszach) 1772 |
| Współksiążęta Andory           | - 1747 Sebastià José de Victoria de Emparán de Loyola 1756 - 1715 Ludwik XV 1774                                                                          |
| Elektor Bawarii                | - 1745 Maksymilian III Józef 1777 |
| Sułtan Brunei                  | - 1745 Hussin Kamaluddin 1762 |
| Cesarz Chin                    | - 1735 Qianlong 1796 |
| Król Czech                     | - 1743 Maria Teresa 1780 |
| Król Danii                     | - 1746 Fryderyk V 1766 |
| Dalajlama                      | - 1708 Kelzang Gjaco 1757 |
| Cesarz Etiopii                 | - 1730 Ijasu II 1755 |
| Król Francji                   | - 1715 Ludwik XV 1774 |
| Król Hiszpanii                 | - 1746 Ferdynand VI 1759 |
| Landgraf Hesji-Kassel          | - 1751 Wilhelm VIII Heski 1760 |
| Stadhouder Holandii            | - 1751 Wilhelm V Orański 1795 |
| Szach Iranu                    | - 1750 Karim Chan 1779 |
| Państwo Wielkich Mogołów       | - 1748 Ahmad Szah Bahadur 1754 |
| Król Irlandii                  | - 1727 Jerzy II Hanowerski 1760 |
| Cesarz Japonii                 | - 1747 Momozono 1762 |
| Kalif                          | - 1736 Mahmud I 1754 |
| Patriarcha Konstantynopola     | - 1752 Cyryl V 1757 |
| Władca Korei                   | - 1724 Yŏngjo 1776 |
| Emir Kuwejtu                   | - 1752 Sabah I 1762 |
| Książę Liechtensteinu          | - 1748 Józef Wacław 1772 |
| Sułtan Maroka                  | - 1745 Abdullah ibn Ismail 1757 |
| Książę Monako                  | - 1733 Honoriusz III 1793 |
| Król Nawarry                   | - 1710 Ludwik XV 1774 |
| Król Norwegii                  | - 1746 Fryderyk V 1766 |
| Sułtan Omanu                   | - 1749 Ahmad ibn Sa’id 1783 |
| Elektor Palatynatu             | - 1742 Karol IV Teodor 1799 |
| Papież                         | - 1740 Benedykt XIV 1758 |
| Książę Parmy i Piacenzy        | - 1748 Filip 1765 |
| Król Portugalii                | - 1750 Józef 1777 |
| Król w Prusach                 | - 1740 Fryderyk II Wielki 1772 |
| Car Rosji                      | - 1741 Elżbieta 1762 |
| Cesarz Rzymski (niemiecki)     | - 1745 Franciszek I Lotaryński 1765 |
| Kapitanowie Regenci San Marino | - 1752 Costantino Bonelli Giovanni Martelli 1753 - 1753 Giuseppe Onofri Giuseppe Franzoni 1753 - 1753 Filippo Manenti Belluzzi Marc' Antonio Tassini 1754 |
| Elektor Saksonii               | - 1733 Fryderyk August II (król Polski) 1763 |
| Król Sardynii                  | - 1730 Karol Emanuel III 1773 |
| Król Szwecji                   | - 1751 Adolf Fryderyk 1771 |
| Król Tajlandii                 | - 1733 Boromma Kot 1758 |
| Sułtan Turków                  | - 1730 Mahmud I 1754 |
| Doża Wenecji                   | - 1752 Francesco Loredano 1762 |
| Król Węgier                    | - 1740 Maria Teresa 1780 |
| Monarcha Wielkiej Brytanii     | - 1727 Jerzy II 1760 |
| Premier Wielkiej Brytanii      | - 1743 Henry Pelham 1754 |

Rok 1753 / MDCCLIII
stulecia: XVII wiek ~
XVIII wiek ~
XIX wiek

lata: 1743 «
1748 «
1749 «
1750 «
1751 «
1752 «
1753
» 1754
» 1755
» 1756
» 1757
» 1758
» 1763

## Wydarzenia w Polsce
- Data dzienna nieznana
  - W Żytomierzu (po odarciu ze skóry) zmarło 11 z 24 Żydów oskarżonych o porwanie i zabójstwo dziecka. Pozostali uratowali życie ponieważ przeszli na katolicyzm.

## Wydarzenia na świecie
- 17 lutego – w brytyjskim czasopiśmie Scots Magazine Charles Morrison przedstawił pierwszy projekt telegrafu elektrycznego.
- 1 maja – szwedzki uczony Karol Linneusz opublikował dzieło Species Plantarum, zawierające wykład jego systemu klasyfikacyjnego roślin.
- 7 czerwca – założono Muzeum Brytyjskie w Londynie (ang. British Museum).

## Urodzili się
- 6 stycznia – Helena Radziwiłłowa, polska szlachcianka (zm. 1821)
- 4 marca – Joseph Barney, angielski malarz i rytownik (zm. po 1829)
- 13 marca – James Gunn, amerykański polityk, senator ze stanu Georgia (zm. 1801)
- 24 marca – Maria Franciszka Lacroix, francuska brygidka, męczennica, błogosławiona katolicka (zm. 1794)
- 26 marca – Benjamin Thompson, amerykański fizyk i wynalazca (zm. 1814)
- 13 kwietnia – Frederick Frelinghuysen, amerykański prawnik, wojskowy, polityk, senator ze stanu New Jersey (zm. 1804)
- 28 kwietnia – Franz Karl Achard, chemik, fizyk i biolog, odkrył metodę produkcji cukru z buraków (zm. 1821)
- 8 czerwca – Nicolas Dalayrac, francuski kompozytor (zm. 1809)
- 29 czerwca – Samuel John Potter, amerykański prawnik, polityk, senator ze stanu Rhode Island (zm. 1804)
- 18 lipca – Anna Maria Wittelsbach, księżna bawarska (zm. 1824)
- 19 lipca – Richard Potts, amerykański polityk, senator ze stanu Maryland (zm. 1808)
- 2 września – Maria Józefina Sabaudzka, księżniczka Sardynii, tytularna królowa Francji (zm. 1810)
- 23 września – Ludwik Franciszek Andrzej Barret, francuski duchowny katolicki, męczennik, błogosławiony (zm. 1792)
- 27 listopada – Henry Tazewell, amerykański prawnik, polityk, senator ze stanu Wirginia (zm. 1799)
- 19 grudnia – John Taylor, amerykański prawnik, polityk, senator ze stanu Wirginia (zm. 1824)

- data dzienna nieznana: 
  - Piotr Ludwik Gervais, francuski duchowny katolicki, męczennik, błogosławiony (zm. 1792)
  - Ludwik Jan Mateusz Lanier, francuski duchowny katolicki, męczennik, błogosławiony (zm. 1792)

## Zmarli
- 14 stycznia – George Berkeley, irlandzki filozof, biskup anglikański (ur. 1685)
- 23 maja – Franciszka Urszula Radziwiłłowa, polska dramatopisarka (ur. 1705)
- 6 sierpnia – Georg Wilhelm Richmann, niemiecki fizyk, badacz piorunów (ur. 1711)

## Święta ruchome
- Tłusty czwartek: 1 marca
- Ostatki: 6 marca
- Popielec: 7 marca
- Niedziela Palmowa: 15 kwietnia
- Wielki Czwartek: 19 kwietnia
- Wielki Piątek: 20 kwietnia
- Wielka Sobota: 21 kwietnia
- Wielkanoc: 22 kwietnia
- Poniedziałek Wielkanocny: 23 kwietnia
- Wniebowstąpienie Pańskie: 31 maja
- Zesłanie Ducha Świętego: 10 czerwca
- Boże Ciało: 21 czerwca